# Законы де Моргана

Диаграммы Венна законов де Моргана

Представление правил де Моргана через логические элементы

Законы де Мо́ргана (правила де Мо́ргана) — логические правила, связывающие пары логических операций при помощи логического отрицания. Названы в честь шотландского математика Огастеса де Моргана.
В краткой форме звучат так:
Отрицание конъюнкции есть дизъюнкция отрицаний.
Отрицание дизъюнкции есть конъюнкция отрицаний.

## Определение
Огастес де Морган первоначально заметил, что в классической пропозициональной логике справедливы следующие соотношения:
не (a и b) = (не a) или (не b)
не (a или b) = (не a) и (не b)
Символьно это можно записать так:
{\displaystyle {\begin{matrix}\neg {(a\wedge b)}=\neg {a}\vee \neg {b}\\\neg {(a\vee b)}=\neg {a}\wedge \neg {b}\end{matrix}}} 000 или по-другому: 000 {\displaystyle {\begin{matrix}{\overline {(a\wedge b)}}={\overline {a}}\vee {\overline {b}}\\{\overline {(a\vee b)}}={\overline {a}}\wedge {\overline {b}}\end{matrix}}}
В теории множеств:
{\displaystyle {\begin{matrix}{\overline {A\cap B}}={\overline {A}}\cup {\overline {B}}\\{\overline {A\cup B}}={\overline {A}}\cap {\overline {B}}\end{matrix}}} 000 или по-другому: 000 {\displaystyle {\begin{matrix}(A\cap B)^{C}=A^{C}\cup B^{C},\\(A\cup B)^{C}=A^{C}\cap B^{C}.\end{matrix}}}
Эти правила также действительны для множества элементов (семейств):
{\displaystyle {\overline {\bigcap _{i\in I}A_{i}}}=\bigcup _{i\in I}{\overline {A_{i}}}} 00000 и 00000 {\displaystyle {\overline {\bigcup _{i\in I}A_{i}}}=\bigcap _{i\in I}{\overline {A_{i}}}}.
В исчислении предикатов:
{\displaystyle \neg \forall x\,P(x)\equiv \exists x\,\neg P(x),}
{\displaystyle \neg \exists x\,P(x)\equiv \forall x\,\neg P(x).}
Следствия:
Используя законы де Моргана, можно выразить конъюнкцию через дизъюнкцию и три отрицания. Аналогично можно выразить дизъюнкцию:
{\displaystyle a\wedge b=\neg (\neg {a}\vee \neg {b})}
{\displaystyle a\vee b=\neg (\neg {a}\wedge \neg {b})}
В виде теоремы:
Если существует суждение, выраженное операцией логического умножения двух или более элементов, то есть операцией «и»:
{\displaystyle {(A\wedge B)}}, то для того, чтобы найти обратное {\displaystyle {\neg (A\wedge B)}} от всего суждения, необходимо найти обратное от каждого элемента и объединить их операцией логического сложения, то есть операцией «или»: {\displaystyle (\neg {A}\vee \neg {B})}.
Закон работает аналогично в обратном направлении:
{\displaystyle \neg (A\vee B)=(\neg {A}\wedge \neg {B})}.

## Применение
Законы де Моргана применяются в таких важных областях, как дискретная математика, электротехника, физика и информатика; например, используются для оптимизации цифровых схем посредством замены одних логических элементов другими.

### В программировании
Законы де Моргана могут использоваться в программировании для организации и улучшения читаемости кода.
Пример на Python:
```
# Исходное выражение (дизъюнкция отрицаний)

if
 
not
 
a
 
or
 
not
 
b
:

    
# ...

# Преобразованное выражение (отрицание конъюнкции)

if
 
not
 
(
a
 
and
 
b
):

    
# ...

```

Пример на Java:
```
// Исходное выражение (отрицание дизъюнкции)

if
 
(
!
(
a
 
||
 
b
))
 
{

    
// ...

}

// Преобразованное выражение (конъюнкция отрицаний)

if
 
(
!
a
 
&&
 
!
b
)
 
{

    
// ...

}

```

В современных языках программирования, благодаря оптимизации компиляторов и интерпретаторов, различия в производительности между этими вариантами ничтожны или полностью отсутствуют. Поэтому выбор между, например, !a || !b и !(a && b) зависит от читаемости, логической ясности и предпочтений программиста. При выборе варианта следует учитывать, какое выражение проще понять другим и какое лучше отражает логику задачи.

## История
Противоречащая противоположность дизъюнктивного суждения — конъюнктивное суждение, составленное из противоречащих противоположностей частей дизъюнктивного суждения.
Оригинальный текст (англ.)The contradictory opposite of a disjunctive proposition is a conjunctive proposition composed of the contradictories of the parts of the disjunctive proposition.
— Уильям Оккам, Summa Logicae